# ONCF E 500
Premières machines électriques livrées au Maroc à l'occasion de la mise en voie normale du réseau par les CFM, les E 500 sont directement inspirées des E 4500 du Midi, futures BB 1600 de la SNCF.

## Conception
Ce premier lot de machines se subdivise en deux sous-séries : Les E 501 à 506, livrées en 1926, sont prévues pour le service voyageur et disposent d'un rapport d'engrenages de 2,64. Les E 507 à 510, livrées en 1927, sont réservées au trafic marchandises et disposent d'un rapport d'engrenages de 4,05 ainsi que du freinage par récupération. La marche en récupération est obtenue par le couplage sur la ligne des quatre moteurs de la locomotive en série fonctionnant comme génératrices.
À l'origine, ces machines disposent d'échelles de toiture et d'un dispositif de couplage en unités multiples. La caisse ne comporte pas de phares, mais les bogies sont équipés d'un imposant chasse-corps destiné à écarter le bétail très présent sur les voies... La décoration d'origine est uniformément verte.

## Service
Engagées sur les principales lignes électrifiées du pays, ces machines y donnent satisfaction pendant plus de 50 ans. Les E 507 à 510 sont plus particulièrement utilisées sur la ligne Khouribga-Casablanca, pour la remorque des trains de phosphates. Au début des années 60, leurs faces avant sont dotées de zébrures jaunes, puis de moustaches jaunes avec un grand cercle rouge au centre. Sur la fin de carrière, elles sont équipées de deux phares en position haute et d'avertisseurs deux tons.
La réforme débute en 1974 avec les E 507 et E 509.